# Brandin Echols
Pour les articles homonymes, voir Echols.
Brandin Echols, né le 16 octobre 1997 à Memphis au Tennessee, est un sportif professionnel américain de football américain jouant au poste de cornerback dans la NFL depuis la saison 2021 et pour la franchise des Steelers de Pittsburgh depuis la saison 2025.
Sélectionné en 200e choix lors du 6e tour de la draft 2021 par la franchise des Jets de New York,, il y reste quatre saisons avant de rejoindre les Steelers en 2025.

## Biographie

### Carrière universitaire
Au niveau universitaire, Echols a d'abord étudié au Northwest Mississippi Community College (en) 
situé à Senatobia au Mississippi avant d'intégrer le 23 septembre 2018 l'université du Kentucky où il joue au football américain pour les Wildcats au sein de la NCAA dès son année junior,. 

### Carrière professionnelle

#### Jets de New York
Le 7 mai 2021, Echols signe officiellement son contrat de rookie avec les Jets de New York.
Echols est désigné titulaire au poste de cornerback dès le début de la saison 2021. Il se blesse à la cuisse lors du 10e match de la saison et est placé sur la liste des réservistes le 16 novembre 2021 avant d'être réactivé le 11 décembre.
En 2022, Echols joue 13 matchs pour les Jets, totalisant huit plaquages. Sa saison se termine à la suite d'une nouvelle blessure en janvier 2023.
Le 25 mai 2023, il est suspendu un match pour avoir violé la politique de conduite personnelle de la ligue. La suspension découle d'un accident de voiture survenu à grande vitesse en 2022 dans lequel Echols était impliqué.

#### Steelers de Pittsburgh
Le 13 mars 2025, Echols signe un contrat de deux ans avec les Steelers de Pittsburgh.

## Vie privée
Le 22 avril 2022, Echols est impliqué dans un accident survenu entre deux voitures à Florham Park dans le New Jersey, ayant entraîné la paralysie partielle de l'autre conducteur. Echols roulait à 135 km/h dans une zone limitée à 80 km/h avant d'entrer en collision avec l'autre véhicule. En janvier 2023, Echols est inculpé de voies de fait au quatrième degré et est convoqué pour conduite imprudente, excès de vitesse, non-port de la ceinture de sécurité, changement de voie dangereux et dépassement inapproprié. Le 10 mars, il est admis à un programme de déjudiciarisation pour éviter les poursuites.